# صوفي رودريغيز
صوفي رودريغيز (بالفرنسية: Sophie Rodriguez)‏ هي متزلجة فرنسية، ولدت في 7 يوليو 1988 في غرونوبل في فرنسا.

## وصلات خارجية
- الموقع الرسمي
- صوفي رودريغيز على موقع الاتحاد الدولي للتزلج (ركوب لوح الثلج) (الإنجليزية)
- صوفي رودريغيز على موقع اللجنة الأولمبية الدولية (الإنجليزية)
- صوفي رودريغيز على موقع أوليمبيديا (الإنجليزية)
- صوفي رودريغيز على موقع اللجنة الأولمبية الفرنسية (مؤرشف) (الفرنسية)
- صوفي رودريغيز على موقع ألعاب إكس (مؤرشف) (الإنجليزية)